# Herbicid

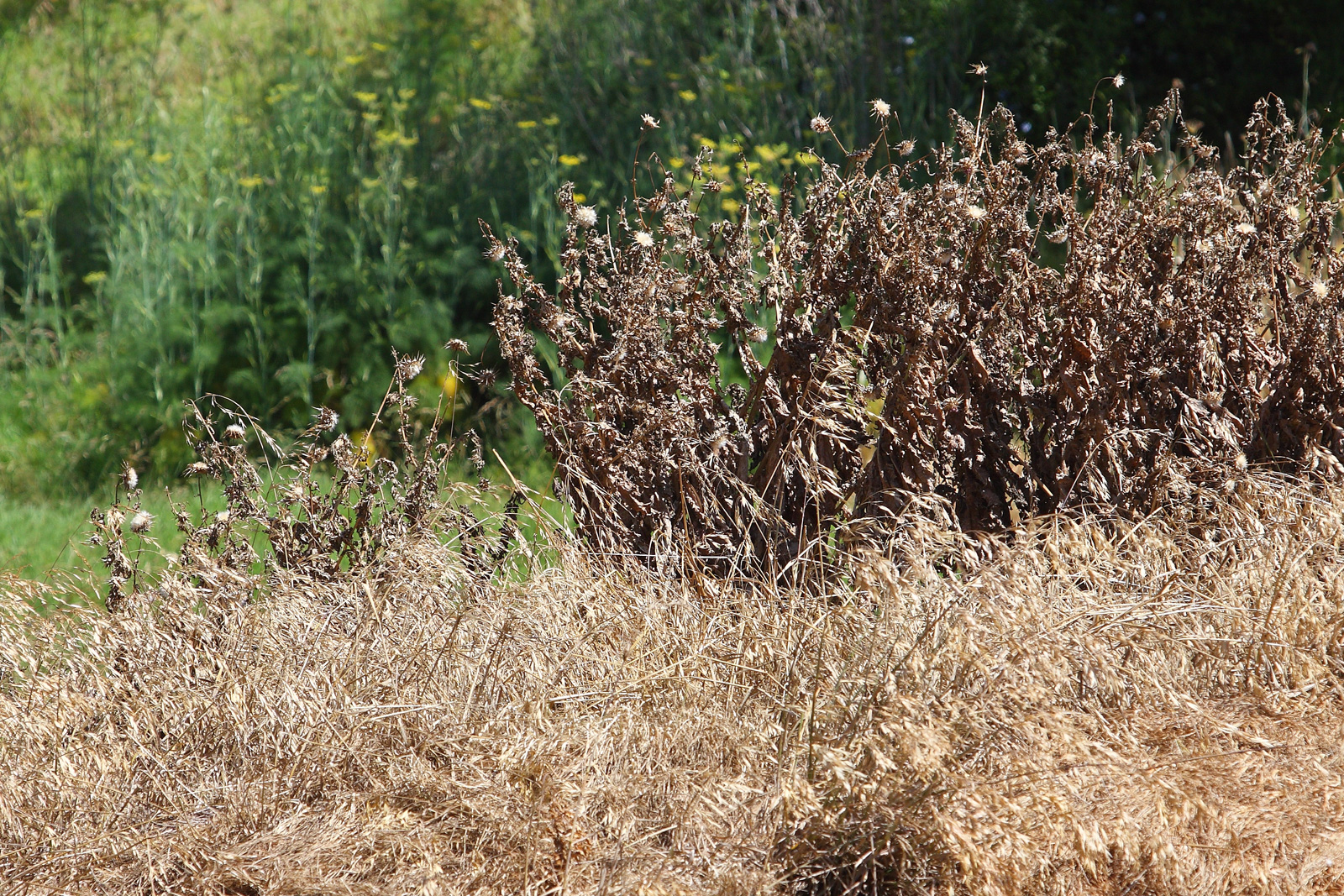
Herbicidem zničený plevel

Herbicid (z latinského herba – rostlina a řeckého cidó – ničím) je pesticid používaný k likvidaci nežádoucích rostlin, např. plevelů nebo invazních rostlin. Herbicidy se používají v zemědělství (nejen pro odstranění plevelů, ale i pro urychlení zrání, dosušování či usnadnění sklizně), ale i v dalších oborech, například pro odstranění nežádoucích plevelů v rámci dopravních tras nebo městské údržby.
Speciálním způsobem se využívají herbicidy ve vojenství, kde byly nasazeny k likvidaci vegetace, která poskytovala úkryty základnám nebo zásobovacím trasám nepřítele, např. směs Agent Orange v rámci tzv. 2. vietnamské války.
Některé rostliny produkují přírodní herbicidy, jako například dřeviny rodu ořešák nebo akát. Takové symbiotické projevy jsou nazývány alelopatie.
Výrazně větší spotřeba herbicidů je u půdoochranného bezorebního zemědělství.

## Rozdělení

### Podle selektivity účinku
Selektivní herbicidy ničí jen specifickou skupinu rostlin, širokospektrální herbicidy či tzv. totální herbicidy způsobují poškození všech zasažených rostlin.

### Podle aplikace
- předseťové – aplikované v době, kdy není na pozemku vyseta nebo vysázena hospodářská plodina
- preemergentní – určené pro aplikaci před vzklíčením semen hospodářské plodiny
- postemergentní – určené k použití v době kdy, hospodářská plodina již vzklíčila nebo je vysázena.

### Podle působení
- Kořenové herbicidy jsou obvykle aplikovány na povrch půdy nebo do půdy. Jsou přijímány kořeny a používají se obvykle jako preemergentní přípravky. Některé faktory, například vlastnosti sorpčního komplexu, ovlivňují jejich účinnost. Herbicidy na povrchu půdy jsou často rozkládány fotolýzou a vypařovány, což mění nebo snižuje jejich účinek. Půdní herbicidy mohou poškodit i hospodářské plodiny. Příkladem půdních herbicidů jsou prostředky EPTC a trifluralin.
- Listové herbicidy jsou aplikovány na nadzemní části rostliny a jsou absorbovány exponovanými tkáněmi. Jsou obecně postemergentními herbicidy a mohou být buď rozvedeny systémově (systémové herbicidy) v celé rostlině nebo zůstat na konkrétním místě (kontaktní herbicidy). Ochranné vrstvy rostlin, jako je kutikula, listové vosky, buněčné stěny apod. mají vliv na absorpci herbicidu. Listovými herbicidy jsou například přípravky s obsahem glyfosátu, 2,4-D a dicamba.

### Podle mechanismu účinku
Herbicidy jsou často klasifikovány podle jejich působení, obvykle totiž mají podobné příznaky u náchylných rostlin. Klasifikace založená na mechanismu působení herbicidu je vhodnější při ochraně proti rezistenci. Klasifikace podle mechanismu působení (MOA) označuje první enzym, protein nebo biochemický proces postižený v rostlině po aplikaci.
Hlavními mechanismy účinku jsou:
- ACCase inhibitory sloučeniny, působící na traviny. Acetylkoenzym karboxyláza (ACCase) je součástí syntézy lipidů. Inhibitory ACCase ovlivňují tvorbu buněčných membrán v meristémech travin. Dvouděložné rostliny nejsou na přípravek citlivé.
- ALS inhibitory syntézy acetolaktátu (ALS), enzymu (také známý jako acetohydroxykyselin synthasy nebo AHAS), je prvním meziproduktem v syntéze aminokyselin s rozvětveným řetězcem (valin, leucin a isoleucin). Tyto herbicidy zastavují příjem těchto aminokyselin u zasažené rostliny, což vede k inhibici syntézy DNA. Ovlivňuje jednoděložné i dvouděložné rostliny obdobně. Mezi inhibitory ALS patří sulfonylmočoviny, imidazolinony, triazolopyrimidiny, pyrimidinyly oxybenzoáty a sulfonylamin karbonylové triazolinony. ALS biologická dráha existuje pouze v rostlinách a ne u živočichů, čímž se ALS inhibitory řadí mezi nejbezpečnější herbicidy.
- Inhibitory EPSPS : (enolpyruvylshikimát 3-fosfát) inhibitor syntézy enzymu EPSPS se používá při syntéze aminokyselin tryptofanu, fenylalaninu a tyrosinu. Ovlivňuje jednoděložné i dvouděložné rostliny. Glyfosáty (Roundup) jsou systémové inhibitory EPSPS, účinné látky přípravků se rozkládají v půdě.

- Syntetické auxiny zahájily éru organických herbicidů. Byly objeveny v roce 1940 po dlouhé studii růstového hormonu rostlin, auxinu. Syntetické auxiny napodobují tento rostlinný hormon. Působí na buněčné membrány a jsou účinné u dvouděložných rostlin. 2,4-D je herbicid na bázi syntetického auxinu.[1]
- Inhibitory fotosyntézy II snižují tok elektronu z vody na NADPH2 + při fotochemického reakci u části fotosyntézy II. Tato skupina sloučenin způsobuje, že se elektrony hromadí na chlorofylu molekul. V důsledku toho je oxidační reakce nad hodnotou tolerovanou buňkou a dochází k úhynu rostliny.  Inhibitory fotosystému II jsou triazinové herbicidy (včetně atrazinu) a deriváty močoviny (diuron).
- Inhibitory fotosyntézy I odebírají elektrony z normální reakce přes FeS do FDX (2Fe2S) a dochází k tvorbě NADP, což vede k přímému uvolňování iontů kyslíku. Výsledkem je, že jsou vytvářeny reaktivní formy kyslíku a dochází k oxidaci, poškozování tkání a dochází k úhynu rostliny. Bipyridinium herbicidy (například dikvat a paraquat) inhibují FE-S – FDX reakci, zatímco difenyletherové herbicidy (například nitrofen, nitrofluorfen a acifluorfen) inhibují reakci FDX – NADP.
- Inhibitory HPPD inhibují tvorbu dioxygenázy 4-hydroxyfenylpyruvátu, jenž je zapojen do rozkladu tyrosinu. Produkty rozkladu tyrosinu jsou používány rostlinami k tvorbě karotenoidů, které chrání chlorofyl v rostlinách před slunečním světlem. Pokud dojde k rozkladu, rostliny mění barvu na bílou vzhledem k úplné ztrátě chlorofylu a hynou. Herbicidy v této řadě jsou mesotrion a sulcotrion. Během vývoje herbicidů byl objeven lék nitisinon.

## Legislativa v ČR
Systém povolování přípravků na ochranu rostlin v EU, tedy i v České republice je založen na doložených studiích k účinným látkám - jejich účinnosti a nebezpečnosti pro lidské zdraví, zdraví zvířat i vlivům na složky životního prostředí. Všechny povolené účinné látky k použití v EU jsou schváleny na základě aktuálních poznatků, jsou pružně přehodnocovány a příp. je ukončeno ke stanovenému datu jejich použití. Z toho důvodu je již zakázáno nebo omezeno použití některých účinných látek a i přípravků na ochranu rostlin na této stránce uvedených, které byly nebezpečné pro zdraví lidí, zvířat i životní prostředí. Aktuální povolené přípravky a povolený způsob použití pro profesionální i neprofesionální uživatele jsou uvedeny na webových stránkách orgánu, který v ČR povoluje přípravky na ochranu rostlin použitelné na území ČR (dle legislativně stanovených podmínek), stanovuje také podmínky jejich použití; tímto povolovacím orgánem je Ústřední kontrolní a zkušební ústav zemědělský (ÚKZÚZ) a povolené přípravky na ochranu rostlin (POR) jsou uvedeny v registru přípravků na ochranu rostlin, příp. obdobné a další související informace jsou uvedeny v Rostlinolékařském portálu na stejných stránkách (vše je také uvedeno na stránkách Ministerstva zemědělství, jehož je ÚKZÚZ jednou součástí).

## Rizika
Kritériem pro použití herbicidů je často vliv na lidské zdraví a rizika při skladování nebo aplikaci. Přípravky s obsahem látky trifluralin byly zakázány z důvodů rizik pro vodní živočichy.

### Působení na lidské zdraví
Herbicidy jsou široce variabilní s ohledem na toxicitu. Kromě akutní toxicity je nebezpečná i chronická toxicita, plynoucí ze stálé úrovně expozice nebo hromadění toxických reziduí v těle.
Herbicidy mají řadu účinků na lidské zdraví od kožní vyrážky až po úmrtí, což je dáno nejen účinnou látkou, ale především způsobem a množstvím látky přijaté organismem. Otrava může být akutní i chronická. Většinu herbicidů lze považovat za nebezpečné látky, které obsahují toxické nebo karcinogenní příměsi. Při práci s pesticidy obecně je třeba používat ochranné pomůcky, striktně dodržovat podmínky skladování a používání. Osoby pracující s herbicidy pro získání bezpečnostních návyků procházejí v ČR speciálním odborným výcvikem v zařízeních pověřených Ministerstvem zemědělství ČR, kde získají certifikát pro odbornou způsobilost.
Řada v zemědělství používaných herbicidů je považována za nebezpečné jedy, takovým přípravkem je například paraquat (obchodní název např. Gramoxone), při jehož aplikaci je třeba vyvarovat se nejen kontaktu, ale i nadýchání par.
Za určitých podmínek mohou aplikované herbicidy kontaminovat zdroje vody. Obecně platí, že k tomu nejčastěji dochází při splavování při intenzivních bouřích, nebo při používání téže chemické látky, která se v půdě hůře rozkládá, je perzistentní (např. Diuron, MCPA) nebo se v půdě dlouhodobě hromadí její zbytky (rezidua) či jsou vysoce rozpustné ve vodě. 
Některé další přípravky, jako terbutryn, nitrofen nebo v Evropě zakázaný alachlor (Lasso), mají vliv na hormonální systém člověka. V ČR je přípravek alachlor hojně používaný při pěstování řepky a dochází k jeho akumulaci v organismu.  
Všechny komerčně prodávané, organické a neorganické herbicidy musí být rozsáhle testovány před schválením k prodeji a označovány. V USA například agenturou pro ochranu životního prostředí EPA. Nicméně, vzhledem k velkému množství používaných herbicidů, jsou důvodné obavy týkající se účinků na zdraví i u osob, které nejsou s látkami v přímém kontaktu. Kromě účinků na zdraví, způsobených herbicidy samotnými, také obchodní herbicidní směsi často obsahují další chemikálie, které mají negativní dopady na lidské zdraví.

#### Karcinogenita
Mezi látky podezřelé z karcinogenních účinků a potenciální kancerogeny patří například atraziny (Zeazin, Gesatop), terbutryn, metazachlor (Butizan, Sultan), kyselina 2,4-dichlorfenoxyoctová (2,4-D), dichlormetan, isoproturon a další. Jiné herbicidy, například kyselina trichlorfenoxyoctová (2,4,5 – T), alachlor (Lasso), diuron, paraquat (obchodní název např. Gramoxone), fenoxyherbicidy (např. MCPA) a herbicidy s příměsi dioxinů, jsou karcinogenní. Ne vždy jsou rizika dostatečně zřejmá z technických listů výrobce.
Vážnou hrozbou je také zdravotní závadnost často používaných herbicidů. V zemědělství široce rozšířené přípravky Roundup, nebo Touchdown, obsahující glyfosáty, mohou být latentním rizikem. Mezinárodní agentura pro výzkum rakoviny (IARC) v roce 2015 zařadila účinnou látku širokospektrálních herbicidů – glyfosát mezi pravděpodobné karcinogeny pro člověka (skupina 2A) s odůvodněním, že považuje za dostatečné důkazy toho, že glyfosát může způsobovat rakovinu u laboratorních zvířat a u lidí. Existují některé důkazy ukazující, že glyfosát má vliv na vznik neHodgkinových lymfomů. Podle nejnovějších rozsáhlých studií však Organizace pro výživu a zemědělství (FAO) pod OSN charakterizovala v r. 2016 glyfosát jako látku, která pravděpodobně nepředstavuje karcinogenní riziko pro člověka. Shodně pak i Výbor pro posuzování rizik Evropské agentury pro chemické látky dospěl k závěru, že dostupné vědecké důkazy neprokázaly u glyfosátu karcinogenitu, mutagenitu ani reprodukční toxicitu 
Posouzení a zveřejnění kancerogenních vlastnosti herbicidů je někdy ovlivněno politickými a ekonomickými faktory. Výsledky některých epidemiologických studií v souvislosti s expozicí zaměstnanců herbicidy byly například zmanipulovány a špatně interpretovány australskou vládou v období války ve Vietnamu při použití herbicidu Agent Orange a dalších.

## Vývojové trendy
V letech 1950 až 1960 byly jednoduše zkoušeny sloučeniny různých organických molekul a jejich vliv na plevel. Od roku 1980 se vyjasňuje stále více biochemie metabolismu rostlin. Jsou izolovány důležité enzymy a testovány různé syntetické látky, inhibující tyto enzymy.
Trendem je snížení množství účinné látky nutné na ošetření a zároveň minimalizace toxicity účinné látky pro lidi a zvířata.
Zatímco v roce 1950 bylo pro kontrolu plevele použito kolem 12 kg chlorečnanu sodného nebo 7 kg atrazinu na hektar orné půdy, v roce 1970 to bylo již pouze 1 kg až 2 kg bentazonu. Od roku 1980 bylo toto množství pouze 20 g chlorsulfuronu na hektar orné půdy.

## Směsi přípravků
Použitím dvou nebo více herbicidů, které mají odlišné způsoby účinku, se může snížit možnost vyselektování rezistentních variet plevele. Každá složka ve směsi by měla:
- Být aktivní na různých cílových místech
- Mít vysokou úroveň účinnosti
- Rozkládat se různými biochemickými procesy
- Mít podobnou perzistenci v půdě (v případě, že jde o kořenové herbicidy)
- Vylučovat rezistenci proti oběma složkám
- Zlepšovat účinnost druhé složky

Směsi přípravků jsou obecně výrazně fytotoxičtější pro hospodářské plodiny než jednotlivé přípravky. Některé přípravky spolu mohou nevhodně reagovat.

## Ekologické herbicidy
Ekologické, organické, alternativní herbicidy jsou termíny pro přípravky používané v ekologickém zemědělství. Domácí ekologické herbicidy zahrnují tyto přípravky a metody:
- Kukuřičný lepek (CGM) je přírodní preemergentní herbicid používaný do trávníků a snižující klíčení mnoha širokolistých a jednoděložných plevelů. [42]

- Ocet je účinný jako 5–20% roztok kyseliny octové, ale ničí především nadzemní část, takže plevel opětovně obráží.
- Pára byla použita i komerčně, ale je nyní považována za nehospodárnou a nedostatečnou metodu. Ničí především nadzemní část, takže plevel opětovně obráží.
- Plamen je považován za účinnější než pára, ale vysoká teplota ničí především nadzemní část, takže plevel opětovně obráží.

- Mořská sůl, ale i jakákoliv jiná sůl, zničí většinu plevelných a jiných rostlin. Zasolená půda je zcela neúrodná.

## Klamavá reklama
Výrobci herbicidů někdy uvádí nepravdivé či zavádějící tvrzení o bezpečnosti svých výrobků. Výrobce Monsanto Company ve svých inzertních textech až do soudního zákazu uváděla zavádějící tvrzení, že její přípravky na bázi glyfosátu, včetně přípravku Roundup, jsou bezpečnější než stolní sůl a "prakticky netoxické" pro savce, ptáky a ryby (ačkoli důkaz, že to bylo někdy uvedeno, je těžké najít a zveřejnit, protože jde o licencované dokumenty). Postoj firmy nakonec vedl až ke skandalizaci. Nové reklamy ukazují Roundup jako účinný lék proti rakovině, ačkoliv nádorová onemocnění podle dostupných informací může způsobit, přestože EPA tento fakt neuvádí.
Výrobce Tordon 101 (Dow AgroSciences, ve vlastnictví Dow Chemical Company) uvedlo, že Tordon 101 nemá žádný vliv na zvířata a hmyz a jen malou toxicitu pro člověka, i přes důkazy o vysokém karcinogenním působení účinné látky picloram, které vyšly najevo při studiích na krysách. Picloram v herbicidu Tordon 101 je kontaminován (doplněn) karcinogenní látkou hexachlorobenzenem. Nicméně jiné studie ovšem tvrdí, že je látka picloram jen lehce karcinogenní, nebo pravděpodobně karcinogenní  a další zdroje tvrdí, že podle EPA picloram nemůže být na karcinogenitu klasifikován, neboť příslušné testy nebyly provedeny správně.
Bylo prokázáno, že se u pracovníků vystavených účinkům herbicidů a dalších pesticidů zvyšuje riziko Parkinsonovy nemoci. Účinná látka paraquat, používaná v herbicidních směsích, je podezřelá, že je jedním z faktorů vyvolávajících chorobu.[zdroj⁠?!] Podle "Paraquat information center" ovšem neexistuje vztah mezi Parkinsonovou nemocí a účinnou látkou paraquat a testy, které tvrdí opak, byly provedeny nesprávně nebo jsou irelevantní.

## Herbicidy v prodeji malospotřebitelům v Česku
- Agil 100 EC
- Agility
- Agritox 50 SL
- Banvel 480 S
- Bofix
- Dominator
- Fusilade forte 150 EC
- Garlon
- Glyfogan 480 SL
- Kaput
- Lontrel 300, Lontrel 72 SG
- Maraton
- Mustang, mustang forte
- Puma extra
- Roundup – Roundup biaktiv, Roundup expres, Roundup flex, Roundup gel, Roundup klasik, Roundup klasik Pro, Roundup ready
- Sencor 70 WG, Sencor liquid
- Starane 250 EC, Starane forte
- Stomp 330 E, Stomp 400 sc, Stomp aqua
- Targa 10 EC, Targa super 5 EC
- Touchdown quatro